# Xứng
Xứng (giản thể: 称; phồn thể: 稱) là tên vị quân chủ thứ ba của Cao Dương thị thời viễn cổ trong lịch sử Trung Quốc, theo Sử Ký Tư Mã Thiên - Ngũ Đế bản kỷ và một số thư tịch quan trọng khác thì Xứng là con trai trưởng của đế Chuyên Húc.
Lúc bấy giờ ở vào cuối đời vua Thiếu Hạo của vương triều Hoàng Đế, cha Xứng là Chuyên Húc đang cai trị nước Cao Dương được Thiếu Hạo triệu về kinh để truyền ngôi. Chuyên Húc bàn giao công việc cai quản nước Cao Dương cho Xứng rồi về triều đăng cơ làm thiên tử, Xứng thay cha tiếp tục lãnh đạo nước Cao Dương với thân phận là vua một nước chư hầu. Thời kỳ Xứng chấp chính nước Cao Dương cũng chẳng có thành tích gì đặc biệt nên sử sách không nhắc nhiều tới, sau khi Xứng qua đời con trai trưởng là Quyển Chương thế tập.
Cũng giống như ông nội là Xương Ý và sau này con là Quyển Chương, khi nhắc đến Cao Dương thị người ta chỉ nhớ đến cha của Xứng là đế Chuyên Húc bởi Chuyên Húc từng làm thiên tử và hơn nữa còn lập rất nhiều hành trạng lớn lao.